# Chó săn Na Uy
Chó săn Na Uy (tiếng Anh: Norwegian Hound) hay còn gọi là Dunker, là một giống chó cỡ trung bình của Na Uy. Nó được nuôi bởi Herr Wilhelm Dunker là một scenthound (chó săn bằng mùi hương) bằng cách lai một con chó săn Harlequin Hound của Nga với những scenthound khác đáng tin cậy của Na Uy.

## Ngoại hình
Chó săn Na Uy có đầu thủ hình dạng thấp và không có hình nêm. Hộp sọ của nó hơi cong với một điểm dừng được xác định và má sạch sẽ, mõm dài và vuông với mũi thẳng và rộng, và răng của nó cách đều nhau. Chó săn Na Uy có một cái mũi màu đen với lỗ mũi rộng, tròn, đôi mắt to, và tối, và đôi tai thấp, rộng, phẳng, nằm sát đầu và giữa mõm.
Chó săn Na Uy có cổ dài, vai dốc, chân trước thẳng, lưng thẳng và mạnh mẽ với vùng thắt lưng rộng và cơ bắp.. Bàn chân được uốn cong, được dệt kim, có miếng đệm chắc chắn và tóc giữa các ngón chân, và chỉ thẳng về phía trước. Đuôi được thiết lập trên cấp độ với các đường thẳng, mạnh mẽ ở gốc, thon ở cuối, thẳng, thực hiện trong một đường cong lên nhẹ, và đạt đến khuỷa chân sau.
Bộ lông của chó săn Na Uy thẳng, cứng, dày đặc, và không quá ngắn, với những màu sắc nhất là màu đen hoặc màu xanh cẩm thạch với màu nâu nhạt và màu trắng nhạt. Ít phổ biến hơn là màu nâu ấm hoặc đen chủ yếu vươn tới từ mõm và ngoài khớp chân sau, mặt nạ màu đen, và màu trắng, và hơn năm mươi phần trăm màu trắng là không đủ tiêu chuẩn.
Chó săn Na Uy nặng khoảng 16–18 kg, chiều cao của con đực là 50–55 cm ở các vai, còn con cái là 47–52 cm.

## Tập tính
Chó săn Na Uy là một giống khá thân thiện và thoải mái. Giống này khi được xã hội hóa từ nhỏ trong gia đình thì chúng sẽ có bản tính rất thân thiện và tình cảm, chúng rất yêu quý trẻ em và vui vẻ với những người trong gia đình

## Sức khỏe
Thỉnh thoảng, các trường hợp loạn sản hông có thể xảy ra. Điếc cũng là một vấn đề quan trọng, với 75% tất cả chó của giống chó này bị đơn phương hoặc điếc.

## Lịch sử
Loài này được đặt theo tên của người Na Uy Wilhelm Dunker, người đã nuôi con chó này để săn bắt thỏ vào đầu thế kỷ 19. Để tạo ra chó săn Na Uy, ông đã lai tạo một con chó săn Harlequin Hound của Nga với những chú chó scenthoud khác. Nó vẫn chưa trở nên phổ biến bên ngoài quê hương của nó.